# Vikrant (Schiff, 1961)
Die Vikrant (Sanskrit विक्रान्त vikrānta, deutsch ‚Mutig‘, Kennung: R11) war ein Leichter Flugzeugträger der Majestic-Klasse der indischen Marine, der von 1961 bis 1997 in Dienst stand.

## Geschichte
Das Schiff wurde ursprünglich im Zweiten Weltkrieg als HMS Hercules für die Royal Navy gebaut. Nach dem Ende des Krieges wurde der Bau gestoppt. Im Jahr 1957 wurde das unfertige Schiff von Indien erworben, bei Harland & Wolff in Belfast fertiggestellt und im März 1961 als Vikrant in Dienst gestellt. Im Jahr 1971 diente sie im Krieg gegen Pakistan. Die Vikrant war bis 1997 im Dienst. Anschließend wurde sie in Mumbai als Museumsschiff verwendet. Das Museum wurde 2012 geschlossen, nachdem es zu unsicher für Besucher geworden war. Das Schiff wurde schließlich 2014 in Mumbai verschrottet.